# Strobilanthes sabiniana
Strobilanthes sabiniana är en akantusväxtart som först beskrevs av John Lindley, och fick sitt nu gällande namn av Christian Gottfried Daniel Nees von Esenbeck. Strobilanthes sabiniana ingår i släktet Strobilanthes och familjen akantusväxter. Inga underarter finns listade i Catalogue of Life.